# Mermessus paulus
Espèce
Synonymes
- Eperigone paula Millidge, 1987

Mermessus paulus est une espèce d'araignées aranéomorphes de la famille des Linyphiidae.

## Distribution
Cette espèce est endémique du Texas aux États-Unis,. Elle se rencontre dans le comté de Hidalgo.

## Description
La femelle holotype mesure 1,4 mm.

## Publication originale
- Millidge, 1987 : The erigonine spiders of North America. Part 8. The genus Eperigone Crosby and Bishop (Araneae, Linyphiidae). American Museum novitates, no 2885, p. 1-75 (texte intégral).